# Динон от Колофон
Динон (на старогръцки: Δίνων or Δείνων, Dinon, Deinon, * ок. 360 пр.н.е. в Колофон, Мала Азия; † ок. 330 пр.н.е.) е древногръцки исторически писател.
Той е автор на произведението „История на Персия“ преди всичко за Империята на Ахеменидите от Артаксеркс III (358-338 пр.н.е.). То е ориентирано вероятно към произведението Persika („История на Персия“) от Ктезий от Книдос.
Той е баща на Клитарх, историк за Александър Велики.